# 남부군관구
남부군관구(러시아어: Южный военный округ)는 러시아 대통령의 법령 제1444호에 따라 2010년 10월 21일에 창설된 러시아 연방군의 군관구이자 작전 전략 사령부이다. 로스토프나도누에 본부를 두고 있다. 2014년 4월 크림 공화국과 세바스토폴이 남부 군관구의 책임 지역에 추가되었다.

## 전투 서열
- 군관구 직속
  - 제175본부여단 (아커싸이)
  - 제176독립통신여단 (지역, Rassvet)
  - 제11독립근위공병여단 "킨기세프" (카멘스크샤흐틴스키)
  - 제28독립화생방방호여단 (카미신)
  - 제1270독립전자전소 (Kovalevka)
  - 산악훈련소 (박산)
  - 제54첩보부대훈련소 (블라디캅카스)
- 러시아 육군
  - 제49군 (스타브로폴/마이코프)
  - 제58군 (블라디캅카스)
  - 제102군사기지 (아르메니아, 귬리)
- 러시아 해군
  -  흑해 함대
  -  카스피 소함대
- 러시아 공군
  - 제4항공및방공군
- 공수군
  -  제7근위공수사단
  -  제56공중강습여단
- 스페츠나츠/수색 부대
  - 제33수색여단 (아이코브)
  - 제100수색여단 (모즈독스키 군, 모즈도크)
  - 제10스페츠나츠여단 (크라스노다르)
  - 제22스페츠나츠여단 (로스토프)
- 러시아 철도군
  - 제37독립철도여단 (볼고그라드
  - 제39독립철도여단 (크라스노다르)
  - 제333독립철도주교대대 (볼고그라드)
  - 제27훈련소 (볼고그라드)

## 참조
1. ↑  “УКАЗ Президента РФ от 20.09.2010 N 1144 О ВОЕННО - АДМИНИСТРАТИВНОМ ДЕЛЕНИИ РОССИЙСКОЙ ФЕДЕРАЦИИ"” (러시아어). 2010년 9월 20일. 2012년 3월 31일에 원본 문서에서 보존된 문서. 2014년 11월 29일에 확인함.